# Pietravairano
Pietravairano – miejscowość i gmina we Włoszech, w regionie Kampania, w prowincji Caserta.
Według danych na rok 2004 gminę zamieszkuje 3017 osób, 91,4 os./km².